# Аэромобильный госпиталь
Аэромобильный (от др.-греч. ἀηρ — воздух и лат. mobilis — движущийся) госпиталь — госпиталь, предназначенный для оказания медицинской помощи пострадавшим в зоне чрезвычайных ситуаций. Представляет собой полевой госпиталь, доставляемый на место с помощью дирижабля, вертолёта или самолёта. Он рассчитан на оказание квалифицированной медицинской помощи населению в условиях автономной работы при авариях, катастрофах, стихийных бедствиях в различных климатических и географических зонах.

## Аэромобильный госпиталь в России
В России аэромобильный госпиталь доставляется к месту чрезвычайной ситуации с помощью самолёта Ил-76 специальных модификаций: Ил-76ТД-С — гражданский санитарный самолёт «Айболит», или летающий военный госпиталь Ил-76МД «Скальпель-МТ». Госпиталь располагает реанимационным, операционным, консультационно-диагностическими блоками, а также блоками УЗИ, рентгеновским аппаратом, ЭКГ и лабораторией крови. При необходимости там может быть развернут блок интенсивной терапии на 6-10 мест. Автономность работы госпиталя рассчитана на 14 дней непрерывной работы. В сутки госпиталь может принять 100—120 пострадавших.
Все модули госпиталя представляют собой быстровозводимые пневмокаркасные сооружения из негорючей ткани. Комплекс служебных систем обеспечивает автономное функционирование аэромобильного госпиталя в различных географических зонах в диапазоне температур от −50 до +50.
В случае удалённости места чрезвычайной ситуации от работоспособных аэропортов или невозможности доставки госпиталя из близкорасположенных, госпиталь может быть десантирован.

### История применения
Госпиталю больше 30-и лет. Впервые госпиталь был использован при ликвидации аварии на Чернобыльской атомной электростанции в 1986 году. В настоящее время участвует в ликвидации последствий практически всех ЧС в России.